# دونالد روبين
دونالد روبين (بالإنجليزية: Donald B. Rubin)‏ هو إحصائي وعالم نفس أمريكي، ولد في 22 ديسمبر 1943.